# 3-디하이드로카르니틴
3-디하이드로카르니틴(영어: 3-dehydrocarnitine)은 카르니틴 생성 과정에서의 중간생성물이다.

## 같이 보기
- 카르니틴 3-탈수소효소
- 카르니틴